# Otto Deßloch
Otto Deßloch, nemški vojaški pilot in general, * 11. junij 1889, Bamberg, Unterfranken, † 13. maj 1977, München.

## Napredovanja
- Fähnrich (3. marec 1911)
- poročnik (28. oktober 1912)
- nadporočnik (16. marec 1916)
- stotnik (1. julij 1921)
- major (1. junij 1932)
- podpolkovnik (1. oktober 1934)
- polkovnik (1. april 1936)
- generalmajor (1. januar 1939)
- generalporočnik (19. julij 1940)
- general artilerije (1. januar 1942)
- generalpolkovnik (1. marec 1944)

## Odlikovanja
- viteški križ železnega križa (74.; 24. junij 1940)
- viteški križ železnega križa s hrastovimi listi (470.; 10. maj 1944)
- 1914 železni križec I. razreda (29. september 1915)
- 1914 železni križec II. razreda (20. avgust 1914)
- Kgl. Bayer. Flugzeugbeobachter-Abzeichen (1. februar 1915)
- Kgl. Bayer. Militär-Verdienstorden IV Klasse mit Schwertern (19. april 1915)
- Kgl. Bayer Flugzeugführer-Abzeichen (8. avgust 1916)
- Ehrenbecher für dem Sieger im Luftkampf
- Kgl. Bayer. Militär-Verdienstorden IV Klasse mit der Krone und Schwertern (9. november 1917)
- Verwundetenabzeichen, 1918 in Schwarz (15. maj 1918)
- Ehrenkreuz für Frontkämpfer
- Wehrmacht-Dienstauszeichnung IV. bis I Klasse
- Gemeinsames Flugzeugführer- und Beobachterabzeichen in Gold mit Brillanten
- Spange zum EK I (24. maj 1940)
- Spange zum EK II (13. maj 1940)
- Medaille Winterschlacht im Osten 1941/1942
- Komturkreuz der Kgl. Rumän. Aeronautischen Tugend mit der Kriegsdekoration und Schwertern
- Wehrmachtsbericht (4. avgust 1943, 9. april 1944, 30. oktober 1944, 29. november 1944)